# Macrosemyra pinguis
Macrosemyra pinguis is een vlinder uit de familie van de slakrupsvlinders (Limacodidae). De wetenschappelijke naam van de soort is voor het eerst geldig gepubliceerd in 1880 door Saalmüller.